# Stjepan Perić
Stjepan Perić (Zagreb, 1. ožujka 1983.) je hrvatski filmski i televizijski glumac.

## Životopis
Nakon završetka školovanja u III. gimnaziji, neko vrijeme studira na Pravnom fakultetu, no ljubav prema umjetnosti ipak je jača, pa prekida studij prava i 2003. upisuje Akademiju dramske umjetnosti u Zagrebu koju završava 2008. godine. 
Kao ko-autor i glavni glumac 2010. godine s redateljem Neviom Marasovićem snima seriju Instruktor koja postaje prvi hrvatski mockumentary serijal.
Krajem 2011. je magistrirao filmsku glumu na svjetski renomiranoj Royal Central School of Speech and Drama u Londonu.
Po povratku u hrvatsku otkazuje sve kazališne obaveze i od tada igra isključivo pred kamerom. Od tada je igrao u preko četrdeset naslova, a 2016. dobiva nagradu za Najbolju glavnu mušku ulogu na Mostarskom filmskom festivalu za film Ministarstvo ljubavi.
Godine 2023. dobiva nagradu za najboljeg glumca na International Filmmaker Film Festivalu u New Yorku za ulogu Čaruge u filmu Po Tamburi.
U braku je s Jelenom Jovanovom s kojom ima dvoje djece.

## Filmografija

### Filmske uloge
- "Pamtim samo sretne dane" kao Mika Kasum (2024.)
- "Bosanski lonac" kao Imam (2023.)
- "Siročka" kao Otac (2022.)
- "Po Tamburi" kao Čaruga (2021.)
- "Ništa" kao pogrebnik Martin (2019.)
- "Ministarstvo ljubavi" kao Krešo Matešić (2016.)
- "Narodni heroj Ljiljan Vidić" kao Mišo (2015.)
- "Takva su pravila" kao policajac (2014.)
- "Nedjeljni program" (2014.)
- "Zajedno" kao Tomica (2014.)
- "Kratki spojevi" kao Frane (segment "Podstanar") (2013.)
- "Slavoljub Penkala" kao nogometaš (igrani dio dokumentarca) (2013.)
- "Svećenikova djeca" kao policajac Vlado (2013.)
- "Zagrebačke priče vol. 2" kao Mislav (segment "Od danas do sutra") (2012.)
- "Jednom davno u zimskoj noći" (2012.)
- "Revolucija sada" kao Zoran (2012.)
- "Siva tvar" kao Tony (2012.)
- "Studeni" (2011.)
- "The Show Must Go On" kao Jan (2010.)
- "Demon iz Kragujevca" (2010.)
- "Pričaj mi o ljubavi" (2008.)
- "Dragi, volim te" (2007.)
- "Izlet" (2007.)
- "Sedam neodgovorenih poziva" kao inspektor (2007.)
- "Rastanak" (2006.)
- "Pravo čudo" kao gost (2006.)

### Televizijske uloge
- "U dobru i zlu" kao izdavač Ivanine knjige (2024. – danas)
- "Kumovi" kao Vice Vuletić (2024. – danas)
- "San Snova" kao Brando (2024.)
- "Mrkomir Prvi" kao rizničar (2022.)
- "Dar mar" kao svećenik Srećko (2020. - 2021.)
- "General" kao Marko Skejo (2020.)
- "Drugo ime ljubavi" kao Bruno Bošnjak (2019. – 2020.)
- "Na granici" kao Dinko Duda (2019.)
- "Ko te šiša" kao Claudio (2018.)
- "Kad susjedi polude" kao Davor Bubalo (2018.)
- "Rat prije rata" kao obavještajac #1 (2018.)
- "Der Kroatien Krimi" kao Matko Vukić (2018.)
- "Samo ti pričaj" kao anketar (2016.)
- "Crno-bijeli svijet" kao Mio Vesović (2015. – 2019.)
- "Kud puklo da puklo" kao Ljubo Žulj (2014. – 2015.)
- "Tajne" kao Filip Petrić (2013. – 2014.)
- "Stella" kao Orsat Bošković (2013.)
- "Nedjeljom ujutro, subotom navečer" kao doktor (2012.)
- "Ruža vjetrova" kao Dr. Nikola Krizman (2012.)
- "Instruktor" kao Instruktor (2010.)
- "Najbolje godine" kao Filip (2009. – 2010.)
- "Luda kuća" kao Kruz Imbriščak (2008.)
- "Žutokljunac" kao vitez Stjepko (2007.)
- "Naša mala klinika" kao pacijent glumac (2007.)
- "Zauvijek susjedi" kao Krešo Novosel (2007.)
- "Obični ljudi" kao kriminalčev brat (2007.)
- "Balkan Inc." kao diler (2006.)

### Sinkronizacija
- "Princeza Ema" kao Xaver (2019.)
- "Simpsoni film" kao predsjednik Arnold Schwarzenegger (2007.)

### Kazališne uloge
- 2008. Horace McCoy: I konje ubijaju, zar ne?, režija: Ivica Boban, Hrvatsko narodno kazalište u Zagrebu , kao Robert Syverten
- 2008. Marin Držić: Dundo Maroje, režija: Vasily Senin, Hrvatsko narodno kazalište u Varaždinu, kao Maro Marojev
- 2008. David Farr: Naočale Eltona Johna, režija: Ksenija Krčar, Hrvatsko narodno kazalište u Varaždinu, kao Shaun
- 2008. Eugene O'Neill: Elektri pristaje crnina, režija: Mateja Koležnik, Hrvatsko narodno kazalište u Zagrebu , kao Orin Mannon
- 2007. Johann Wolfgang Goethe: Patnje mladog Werthera, režija: Damir Mađarić, KULT., kao Werther
- 2006. Mate Matišič: Ničiji sin, režija: Vinko Brešan, Hrvatsko narodno kazalište Ivana pl. Zajca Rijeka
- 2006. Charles Perrault: Pepeljuga, režija: Robert Waltl, GK Trešnja, kao Pripovjedač

## Vanjske poveznice
- Stjepan Perić u internetskoj bazi filmova IMDb-u (engl.)